# Michael von Wuntsch
Michael von Wuntsch (geboren 1946 in Berlin) ist ein deutscher Wirtschafts- und Sozialwissenschaftler, Professor für Betriebswirtschaft und Buchautor.

## Biografisches
Er lehrte an der Hochschule für Technik und Wirtschaft Berlin (bis 2012), der Technischen Universität Berlin (2000–2005) und zwischen 2007 und 2009 sporadisch als Gastprofessor an der Universität für Außenwirtschaft und Handel in Peking. Er ist Mitglied und Unterstützer des Netzwerks Steuergerechtigkeit, der Bürgerbewegung Finanzwende und des Forums Ökologisch-Soziale Marktwirtschaft.

## Wissenschaftliche Arbeit

### Transnationale Konzerne
Seine zuletzt veröffentlichten Schriften beziehen sich auf die wirtschaftlichen und rechtlichen Rahmenbedingungen transnationaler Konzerne. Er untersucht die Struktur globaler Unternehmensnetzwerke und die steuerlichen Strategien der Weltkonzerne.
In den beiden Büchern „Wertorientierte Steuerplanung und Unternehmensführung in der globalen Wirtschaft“ von 2012 (zusammen verfasst mit Stefan Bach vom Deutschen Institut für Wirtschaftsforschung Berlin) und „Wertmanagement und Steuerplanung in der globalen Wirtschaft“ von 2006 (u. a. verfasst mit Stefan Bach) stehen die methodischen Grenzen der Wertermittlung (Discounted Cash-Flow) und die Steuerstrategien der multinationalen Konzerne im Fokus.
Es wird gezeigt, in welcher Weise die steuerlichen Gestaltungen auf das Leitziel der betrieblichen Wertsteigerung ausgerichtet sind. Spektakuläre Pfade der Gewinnverlagerung und Steuervermeidung werden eingegrenzt: die seit den neunziger Jahren des letzten Jahrzehnts zu beobachtende Übertragung von Patenten auf Tochtergesellschaften in Steueroasen, der Export von Eigenkapital bei der Finanzierung von Auslandsinvestitionen und die Gestaltung der konzerninternen Verrechnungspreise im Intrakonzernhandel (Transfer Pricing).

### Wirtschaftliche Integration von Wirtschaftsregionen
Die wirtschaftliche Integration der Wirtschaftsregionen in Asien, Nordamerika sowie Europa stellte im Zeitraum 2007–2010 einen weiteren Forschungsschwerpunkt dar. In Kooperation mit Bernadette Andreosso-O’Callaghan von der University of Limerick (Irland) und William X. Wei von der MacEwan University in Edmonton (Kanada) befasste er sich mit dem Technologietransfer und den steuerrechtlichen Rahmenbedingungen von Forschung und Entwicklung in China. Im Kontext der Debatte um die unterschiedlichen Formen des Kapitalismus (varieties of capitalism) wurde der staatlich gelenkte Kapitalismus als eine Variante des Marktmodells beschrieben: „China's remaining elements of state regulation seem to suggest that China's development represents a unique variety of the coordinated market economy model“. Die Untersuchung knüpft an vorangehende Studien (2007) zu den Investitionsstrategien deutscher Konzerne in Irland und Osteuropa an.

### Kapitalismuskritik
Die Überlegungen zu den Spielarten der Marktwirtschaft und zum Wettbewerb um die weltweit günstigsten Standorte mündeten in einer Kritik des Finanzkapitalismus. In dem 2019 erschienenen Buch „Wohin treibt die kapitalistische Gesellschaft – Eine Lebensform in der Krise“ werden nicht nur die Schranken der Marktrationalität, sondern auch die Handlungsmacht der multinationalen Konzerne aufgezeigt. Im Zentrum seiner Analyse stehen die schillernden Steuergestaltungen der Multis und der Stellenwert der Steueroasen in der globalen Wirtschaft. „Das Problem ist, dass den globalen Aktivitäten der transnationalen Konzerne Nationalstaaten gegenüberstehen, deren demokratische Kontrolle auf das eigene Staatsterritorium begrenzt ist.“ (Vorwort, 8). Plädiert wird daher für die Stärkung multilateraler Institutionen und für einen gestaltenden Staat, der die Spielregeln des Marktes in demokratischer Perspektive festlegt.